# Teufelskärpfling
Der Teufelskärpfling oder Teufelsloch-Wüstenkärpfling (Cyprinodon diabolis) ist eine seltene Fischart aus der Gattung der Wüstenkärpflinge. Er wurde 1890 entdeckt und 1930 wissenschaftlich beschrieben.

## Beschreibung
Der Teufelskärpfling erreicht eine Länge von 2 bis 3,4 cm. Der Kopf ist groß, und die Afterflosse ist lang. Die Bauchflossen fehlen. Männchen in Paarungsbereitschaft sind tiefblau und haben ein schwarzes Band an der Schwanzflosse.

## Lebensraum
Die weltweit einzige Population beschränkt sich auf ein kleines Kalksteinbecken von 5 × 3,5 × 3 m Größe, das sich über einer Warmwasserquelle (Devils Hole) in Ash Meadows, Nye County, Nevada befindet. Hier herrschen Temperaturen von 32 bis 38 °C. Devils Hole befindet sich in 15 m Tiefe.
Bis Anfang 2016 wurde von Wissenschaftlern vermutet, dass die Vorfahren des Teufelskärpflings bereits vor zwei bis drei Millionen Jahren in das Death Valley gelangt sind, als die Umgebung noch Flüsse und Seen statt Wüste aufwies. Aus einer Erbgutanalyse der Fischart und verwandter Arten in der weiteren Umgebung durch Forscher der University of North Carolina wurde gefolgert, dass der Teufelskärpfling seinen heutigen Lebensraum frühestens vor 800 Jahren erreicht hatte.

## Lebensweise
Die Hauptnahrung sind Kieselalgen. In früheren Zeiten wurde der Bestand vor allem saisonal durch das Algenangebot reguliert. Im Sommer, wenn es viele Algen gab, stieg der Bestand in früheren Zeiten auf 500 bis 700 Tiere, im Winter bei geringem Algenangebot sank er auf 200 Exemplare. Der Teufelskärpfling laicht das ganze Jahr hindurch. Dadurch kann eher verhindert werden, dass der komplette Artbestand ausstirbt.

## Gefährdung
Diese Fischart steht seit 1952 unter Naturschutz. Hauptgefährdung ist die Veränderung des Lebensraumes. Eine Pumpstation in der Nähe von Ash Meadows sowie der Hoover-Damm haben dafür gesorgt, dass der Wasserspiegel nicht mehr steigt, so dass diese Tierart akut vom Aussterben bedroht ist. Im Jahre 2005 zählte man nur noch 84 Exemplare. Im April 2006 sank die Population auf nur 38 erwachsene Exemplare und 11 Jungfische. Eine Zählung im April 2009 ergab 70 Individuen. Der Bestand erhöht sich seither weiterhin geringfügig. So wurden nur kurze Zeit nach der letzten Erhebung etwas über 100 Tiere registriert. Die geringfügige Erholung führen Forscher auf ein saisonbedingtes Abkühlen der Wassertemperatur zurück, was für die Fortpflanzung dieser Fischart ein günstigeres Klima darstellt. Bei der Frühjahrs- und Herbstzählung 2013 wurden 35 beziehungsweise 65 Exemplare ermittelt, der niedrigste Stand seit Beginn der Bestandsaufzeichnung. Im Frühjahr 2015 wurden 83 und im Herbst 2015 131 Exemplare gezählt. Die Frühjahrszählung 2016 ergab 115 Exemplare. Jedoch wurde ein Exemplar getötet, nachdem Betrunkene den Lebensraum der Fische mit Bierdosen, Erbrochenem und Unterwäsche kontaminiert hatten.
Ein Versuch, die Art in menschlicher Obhut zu züchten, ist 2006 fehlgeschlagen. 2014 wurde vorgeschlagen, einen neuen Versuch zu unternehmen, bei dem statt lebender Exemplare Fischeier entnommen würden. Die Entnahme lebender Tiere zu Brutzwecken könnte die stark geschrumpfte Population zum Zusammenbruch führen. Die Entnahme von Eiern würde auch vermeiden, dass lebende Tiere dem Schock veränderter Umweltbedingungen ausgesetzt würden.
Mittelfristig kommen Bedrohungen aus dem begonnenen Klimawandel hinzu. Das Wasser im Becken heizt sich nach einer Studie von 2014 inzwischen schneller auf, so dass die optimalen Bedingungen für das Erbrüten der Fischeier im Durchschnitt nicht mehr zehn, sondern nur noch neun Wochen lang vorherrschen.
2014 wurde der IUCN-Status von „gefährdet“ (vulnerable) auf „vom Aussterben bedroht“ (critically endangered) geändert.
Die jährliche Frühjahrszählung ergab für das Jahr 2022 eine Population von 175 Exemplaren. Im September 2022 ereignete sich in der Devil’s Hole ein sogenannter „Wüsten-Tsunami“ (eine plötzlich auftretende Springflut). Es kamen zwar keine Fische bei diesem Ereignis zu Schaden, jedoch sind die langfristigen Auswirkungen für diese Art noch nicht hinreichend untersucht. Eine Zählung im Frühjahr 2024 ergab 191 Exemplare.
Im Dezember 2024 und im Februar 2025 gab es zwei Erdbeben, von denen auch das Devil’s Hole betroffen war. Die dabei entstandenen Wellen haben offenbar Eier und Larven sowie einen Teil der Algen, von denen sich die Tiere hauptsächlich ernähren, von dem unterwasser liegenden Felsplateau, auf dem die Tiere laichen, gespült. Die dadurch vernichtete Generation hat zu einem massiven Einbruch der Population auf nur noch 38 Tiere geführt. Aufgrund der Sorge um die Population nach den beiden Erdbeben wurde dies bei einer außerplanmäßigen Zählung festgestellt. Damit ist der Bestand der Art auf den niedrigsten Wert seit 2013 gefallen. Tatsächlich ist die Situation noch kritischer, da 19 der Tiere, also die Hälfte der gesamten Population, Nachzuchten aus einem Nachbau des Devil’s Hole auf dem Gelände der Ash Meadows Fish Conservation Facility sind, die zuvor in ihrem natürlichen Habitat freigelassen wurden. Um die Tiere zu unterstützen, wurde Nahrung zugeführt bis sich die Algen im Frühjahr mit der günstigeren Sonneneinstrahlung erholen. Zwischenzeitlich wurde Brutverhalten beobachtet und es wurden wieder Eier und Larven entdeckt. Die Fortpflanzungsaktivitäten entsprechen der Norm, sodass Hoffnung auf eine Erholung der Population besteht. Die nächste Zählung ist planmäßig für den Herbst 2025 vorgesehen.